# 墨西哥裔菲律宾人
菲律賓的墨西哥定居者，包括由具有墨西哥血統的菲律賓公民組成的多語種菲律賓族群。墨西哥人移民到菲律賓可以追溯到西班牙帝國時期。在菲律賓，目前有幾百萬墨西哥人居住。多年前，墨西哥社區已在這些島嶼建立。自西班牙統治時期起以及菲律賓在新西班牙總督期間與該國進行貿易時，墨西哥的移民非常重要，墨西哥麥士蒂索人與島上的居民混合在一起，情況類似於西班牙人和美國人。
菲律賓的墨西哥人在種族上是多元化的。他們可以是歐洲血統的墨西哥人，墨西哥的美洲原住民，麥士蒂索人，亞洲血統的墨西哥人或任何其他種族群體的成員。菲律賓的墨西哥人在2010年達到1700000人。

## 歷史
墨西哥人移民菲律賓主要發生在西班牙統治時期。事實上，在1565年至1821年間，菲律賓是由位於新西班牙首都墨西哥城的總督管理的。在此期間，跨太平洋貿易將許多作為馬尼拉郵船的水手，船員，冒險者、士兵、囚犯和奴隸的墨西哥人和西班牙人帶到菲律賓，這是兩個西班牙領土之間的主要交流方式。同樣，這條路線將菲律賓馬來人，菲律賓出生的西班牙人(克里奧人)和其他東南亞人群帶到了墨西哥。
菲律賓和墨西哥是西班牙帝國的一部分，這一經歷給兩個社會留下了深刻的印記。西班牙在十九世紀開始長期衰落，菲律賓和墨西哥就成為美國勢力影響範圍的一部分。
天主教在菲律賓傳播後，墨西哥移民也帶來了瓜德盧佩聖母的聖象，將其安置在馬尼拉的王城區裡，並宣布她是菲律賓的守護女神。目前，菲律賓在亞太經合組織加強了與包括墨西哥、秘魯和智利等西班牙語國家的聯繫，這些國家與菲律賓也有著共同的歷史。